# عمارت (مطبخ خيري عام)
عمارت (مطبخ خيري عام)، والتي تُعرف أحيانًا أيضًا باسمداروزيافة darüzziyafe: هي واحدة من الأسماء القليلة المستخدمة لتحديد مطاعم الفقراء العامة، التي تم بناؤها في جميع أنحاء الدولة العثمانية من القرن الرابع عشر إلى القرن التاسع عشر. كانت هذه المطابخ العامة غالبًا جزءًا من مجمع أكبر يُعرف باسمالكلية، والذي يمكن أن يشمل مستشفى المحتضرين والمساجد والخانات والكليات. قامت العمارت بتوزيع الطعام مجانًا على أنواع محددة من الأشخاص والأفراد البائسين. لم يخترع العثمانيون العمارت، بل تطورت في ظلهم كمجموعات من المباني شديدة التنظيم.

## أصل الكلمة
الكلمة التركية "عمارت imaret" تأتي من اللغة العربية "عمارة imَara"، والتي تعني "المأوى والرعاية" أو "عمل البناء وجعله صالحًا للسكن". يبدو أن التطور الدلالي لمعنى الكلمة؛ للدلالة على مجمع ديني أو مطبخ عام كان فريدًا في سياق الدولة العثمانية.

## أمثلة بارزة
يقال إن أول مؤسسة من هذا النوع تأسست في 1336 على يد السلطان أورخان غازي في إزنيق بالأناضول. ومنذ ذلك الحين، أصبحت هذه العمارت جزءًا لا يتجزأ من المشهد الحضري في معظم المدن الإسلامية في الإمبراطورية العثمانية.
خرم سلطان، زوجة سليمان القانوني، أسست تكية خاصكي سلطان في القدس في منتصف القرن السادس عشر. وكانت توزع حوالي 1000 رغيف خبز يومياً. وكان من بين المستفيدين من الخبز والحساء الموظفين، والأشخاص الذين يعيشون في ملحقات العمارت، وأتباع شيخ (صوفية) محلي، و400 شخص وصفوا بأنهم "فقراء ومدقعون وضعفاء ومحتاجون". انتهى الأمر بهذه العمارت؛ لتصبح واحدة من أكبر وأشهر العمارت في جميع أنحاء الإمبراطورية، حيث تخدم مجموعة واسعة من الناس، بما في ذلكالعلماء والفقراء والحجاج والأثرياء والأعضاء البارزين في القدس.
مؤسسة أخرى هي مجمع مسجد الفاتح (إسطنبول)؛ الذي تم بناؤه في إسطنبول بين 1463 و1471 على يد محمد الفاتح. كانت العمارت الواقعة داخل هذا المجمع تخدم مجموعة متنوعة من الأشخاص بما في ذلك كبار الشخصيات والمسافرين والعلماء وطلاب كليات الفاتح. كما تم إطعام العاملين بالمستشفى وعمال المساجد والمقابر في هذا المجمع. بمجرد إطعام هؤلاء الناس، تم توزيع الطعام المتبقي على الفقراء. تقدم عمارت الفاتح حساء الأرز في الصباح وحساء القمح في المساء. حصل المسافرون الذين أقاموا طوال الليل في الفندق داخل المجمع على العسل والخبز للمساعدة في تنشيطهم بعد رحلة طويلة. قدم مجمع الفاتح وجبات الطعام لأكثر من 160 ضيفًا رفيع المستوى. لقد تلقوا وجبات مثلالدان وأحيانًاالزردي أيضًا. كانت هذه الأطباق تُعطى لأعضاء العمارت الآخرين مرة واحدة فقط في الأسبوع. أولئك الذين كانوا من النبلاء؛ كانوا يعاملون بأطباق تشمل مربى اليقطين والقرفة والقرنفل. كما أنهم تناولوا كميات كبيرة من اللحوم والأرز.